# 褐翅鸦雀
褐翅鸦雀（学名：Suthora brunnea）为金色鸦雀属的鸟类。分布于缅甸以及中国大陆的四川、云南等地，一般生活于隐匿在灌木荆棘间、夏间多在山地以及冬时在山坡多蕨的草地及山麓芦苇地带。该物种的模式产地在云南腾冲。

## 亚种
- 褐翅鸦雀指名亚种（学名：Suthora brunnea brunnea），俗名棕头鸦雀滇西亚种。分布于缅甸以及中国大陆的云南等地。该物种的模式产地在云南腾冲。[3]
- 褐翅鸦雀金沙江亚种（学名：Suthora brunnea ricketti），俗名棕头鸦雀金沙江亚种，是中国的特有物种。分布于四川、云南等地。该物种的模式产地在云南西北部金沙江。[4]
- 褐翅鸦雀大理亚种（学名：Suthora brunnea styani），俗名棕头鸦雀大理亚种，是中国的特有物种。分布于云南等地。该物种的模式产地在云南大理。[5]